# Кирхгофф, Пауль
Пауль Кирхгофф (нем. Paul Kirchhoff; 17 августа 1900, Хёрсте, Халле, Вестфалия, Германия — 9 декабря 1972, Мехико) — немецко-мексиканский антрополог, специалист по доколумбовым культурам Америки. Известность получил своими работами по определению культурно-исторического ареала Месоамерика / Мезоамерика (термин введён им же в 1943 году в одноимённом труде).

## Биография
Потеряв отца в очень раннем возрасте, воспитывался матерью, подругой Софьи Борисовны, супруги социалистического лидера Карла Либкнехта, что ещё с юности определило его общественно-политические интересы. В 19 лет участвовал в событиях «красной недели» (восстание спартакистов 1919 года) в Берлине. Австрийский антрополог Андре Гингрич полагает, что Кирхгофф также принимал участие в Баварской советской республике.
Начал обучение по специальностям «протестантская теология» и «сравнительное религиоведение» в Берлинском университете, позднее перешёл в Фрейбургский университет, где Эрнст Гроссе усилил его интерес к этнографии. В середине 1920-х годов продолжил обучение в Лейпцигском университете по этнологии и психологии (под руководством Карла Вейле и Фрица Краузе) и окончил образование в 1927 году, защитив диссертацию по теме брака, родства и клана среди индейских племен северной неандийской Южной Америки.
Заинтересовавшись в Лейпциге коренными народами Америки, он избрал научную стезю исследования их истории. С 1926 года Кирхгофф работал стажёром в отделе Северной и Центральной Америки Берлинского музея этнологии под руководством Конрада Теодора Пройса. По рекомендации Франца Боаса он получил исследовательский грант от Фонда Рокфеллера в 1929 году. Он путешествовал по США и учился под руководством антрополога и лингвиста Эдварда Сепира, изучал грамматические формы навахо и атабаскских языков.
С раннего возраста Кирхгоф был вовлечён в радикальную политику. В начале 1920-х годов Кирхгофф был сторонником левого коммунизма, входил в Коммунистическую рабочую партию Германии, был участником её I съезда в августе 1920 года в Берлине и распространял журнал Die Aktion. В начале 1930-х годов он был членом Левой оппозиции КПГ (часть антисталинистской Международной левой оппозиции), затем трансформировавшейся в троцкистскую организацию «Международные коммунисты Германии», входил в число семи её руководителей. Вместе с большинством лидеров группы возражал против тактики энтризма, предложенной Троцким.
Как активный троцкист, Кирхгоф вынужден был покинуть Германию после прихода к власти нацистов. К тому моменту он остался в Англии, где работал с Брониславом Малиновским; в визе в Родезию, где он хотел исследовать условия труда на шахтах, ему было отказано, но он получил стипендию для изучения в Дублине проблем землевладения в Ирландии. Так как он не мог вернуться на родину, то отправился во Францию, где работал с Полем Риве над преобразованием старого этнографического музея во Дворце Трокадеро в новый Музей человека.
Из-за своего неприятия политики энтризма Кирхгофф (часто использовавший партийный псевдоним Эйфель) в 1934 году порвал со своей политической организацией и присоединился к Революционной рабочей лиге вокруг Уго Олера, членом Политбюро которой он был до 1937 года, когда разошёлся и с ней по вопросу гражданской войны в Испании. В 1935 году он эмигрировал в Соединённые Штаты Америки и через Франца Боаса получил исследовательское задание от Пенсильванского университета по изучению социальных условий и лингвистических характеристик на венесуэльском полуострове Гуахира.
После высылки из США в 1936 году из-за своей коммунистической деятельности он обосновался в Мексике, где нашёл работу в Национальном музее антропологии, быстро завоевал репутацию компетентного учёного и стал одним из основателей Национальной школы антропологии и истории в 1938 году, одновременно входя в небольшую леворадикальную организацию «Группа марксистских рабочих» (Grupo de Trabajadores Marxistas, GTM). Он стал основателем её и её журнала Comunismo, который просуществовал всего несколько лет и отстаивал левокоммунистические позиции по идентификации классовой природы СССР как государственного капитализма. Поскольку GMT под влиянием итальянских левых коммунистов призывала к революционному пораженчеству в Испании, мексиканские троцкисты считали группу сознательными или невольными «агентами гестапо».
Занимал различные должности в Национальном автономном университете (UNAM) в Мехико. В дополнение к академическим курсам Кирхгоф организовал у себя дома для студентов кафедры антропологии (среди которых был Рикардо Посас Арчиниега) семинар по марксизму, на котором они изучали тексты Маркса и Энгельса, такие как «Происхождение семьи, частной собственности и государства» или «Капитал», стремясь применить их к этнологическим исследованиям. По политическим причинам Кирхгоф потерял немецкое гражданство в 1936 или 1939 году и получил мексиканское в 1941 году. Кирхгоф вернулся на некоторое время в США, где преподавал в Колумбийском университете и Университете Вашингтона в Сиэтле. Грант Фонда Веннера-Грена по антропологическим исследованиям позволил ему изучать сложные проблемы календарных систем древней Мексики.
Возвратившись в Мексику, был штатным исследователем в Национальном автономном университете Мексики с 1955 по 1965 год и профессором в докторской программе по антропологии. После окончания Второй мировой войны иногда посещал Западную Германию, но всегда отказывался от репатриации. Впервые прибыл в ФРГ в 1960 году по приглашению Боннского университета и Института Фробениуса во Франкфурте-на-Майне. Благодаря своим контактам на родине смог инициировать междисциплинарный проект Пуэбла-Тласкала, который продлился 20 лет.
В изучении доколумбовых культур Кирхгофф ввёл в оборот названия двух соседних культурных регионов — Месоамерика, где были сконцентрированы крупнейшие цивилизации Центральной Америки, и Аридоамерика, где из-за неблагоприятных природных условий местные индейцы вели кочевой образ жизни и отставали в развитии от своих соседей. В рамках последней он также выделил регион Оазисамерика. Кроме того, он ввёл в обиход (например, в статье 1955 года «The Principles of Clanship in Human Society») термин «конический клан», подразумевающий иерархическую (в противовес эгалитарной) структуру, где статус членов зависит от степени родства с предком-основателем.

## Издание текстов
* Historia tolteca-chichimeca / Paul Kirchhoff, Lina Odena Güemes y Luis Reyes García. — Mexico City : I.N.A.F., 1976. — 287 с.